# Trans Bay Cable

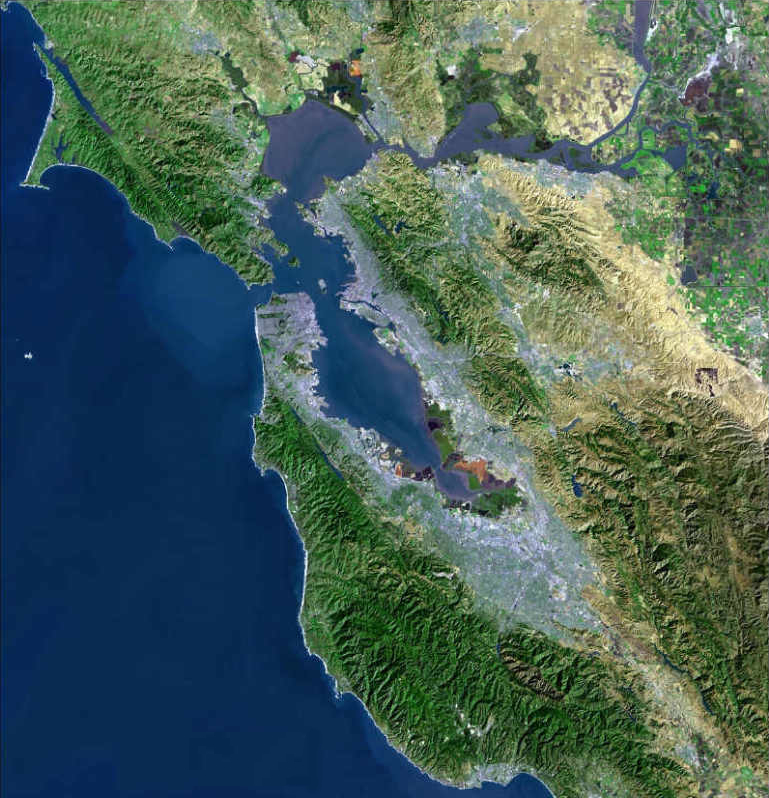
La ligne Trans Bay permet de relier l'est de la baie de San Francisco à la ville elle-même

Trans Bay Cable est une ligne HVDC par câbles sous-marins reliant San Francisco à Pittsburg. La liaison tire son nom de la baie de San Francisco qu'elle traverse. Elle passe également par le Carquinez Strait. Elle a une longueur d'environ 86 km, une tension de ±200 kV et une capacité de 400 MW, soit 40 % de la demande de pointe de la ville. Du point de vue technologique c'est la première ligne HVDC à utiliser la technologie VSC multi-niveaux, c'est-à-dire source de tension avec peu d'harmoniques. La connexion possédée par SteelRiver Transmission Company, relie le poste électrique de Potrero à celui de Pittsburg, tous deux gérés par PG&E. Son coût est d'environ 505 millions de dollars. Elle a été mise en service en novembre 2010.

## Historique
L'attribution de l'appel d'offres a eu lieu en septembre 2007. Il a été remporté par le conglomérat Siemens pour les postes de conversion et Prysmian pour les câbles électriques.

## Technologie
Elle a une longueur d'environ 86 km, une tension de ±200 kV et une capacité de 400 MW, soit 40 % de la demande de pointe de la ville. Par ailleurs, elle peut produire 170 MVar de compensation électrique à Potreto quand la charge est minimale et de 300 MVar quand elle est maximale. Cela permet de stabiliser le réseau électrique local
.
Du point de vue technologique, c'est la première ligne HVDC à utiliser la technologie VSC multi-niveaux, c'est-à-dire source de tension avec peu d'harmoniques. Sa configuration est en monopôle symétrique. Les câbles électriques sont faits en XLPE. Les transformateurs ont leur primaire connecté en étoile et leur secondaire en triangle.
La tension nominale à Potreto est de 115 kV et à Pittsburg est de 230 kV.
Avant la construction de la liaison l'alimentation de la grande majorité de la ville de San Francisco provenait du sud de la péninsule, ce qui entraînait un certain manque de sécurité électrique. Grâce à l'apport provenant de Pittsburg, la stabilité et la sécurité électrique de la ville ont été améliorées.
Les postes électriques ont par ailleurs été conçus pour résister aux séismes, la zone étant classée de rang 4.

## Financement
Son coût est d'environ 505 millions de dollars.